# Аусгейр Эйоульфссон
Аусгейр Эйоульфссон (исл. Ásgeir Eyjólfsson, 4 мая 1929, Рейкьявик — 21 апреля 2021) — исландский горнолыжник. Участник зимних Олимпийских игр 1952 года.

## Биография
Аусгейр Эйоульфссон родился 4 мая 1929 года в исландском городе Рейкьявик.
Выступал в соревнованиях по горнолыжному спорту за «Глимюфелагид Аурманн» из Рейкьявика.
В 1952 году вошёл в состав сборной Исландии на зимних Олимпийских играх в Осло. Участвовал во всех дисциплинах горнолыжной программы. В скоростном спуске занял 52-е место, показав результат 3 минуты 8,3 секунды и уступив 37,5 секунды завоевавшему золото Дзено Коло из Италии. В слаломе занял 27-е место, показав результат по сумме двух заездов результат 2.16,1 и уступив 16,1 секунды победителю Отмару Шнайдеру из Австрии. В гигантском слаломе занял 63-е место, показав результат 3.06,4 и уступив 41,4 секунды завоевавшему золото Стейну Эриксену из Норвегии.
Входит в Исландскую ассоциацию олимпийцев.